# AS-105

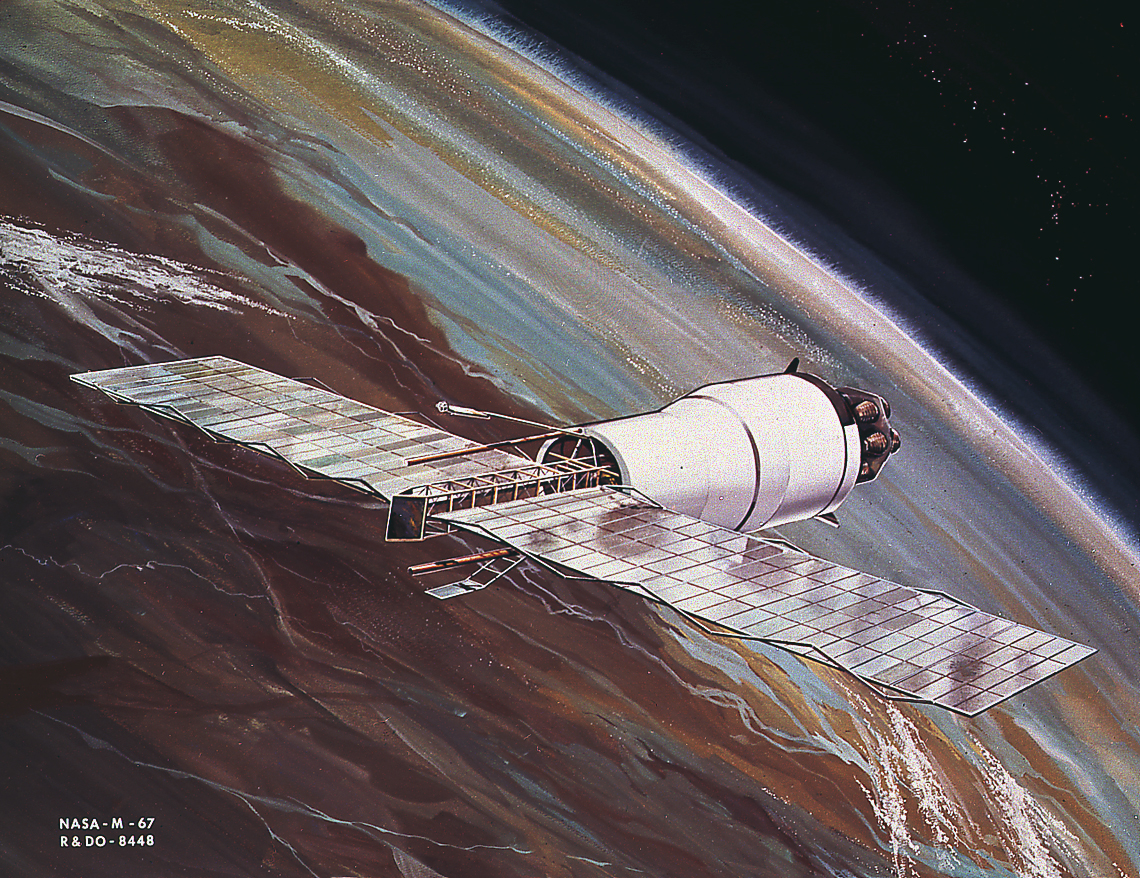
القمر الصناعي بيجاسوس 3.

الإقلاع أي-105  (A-105) هو ثالث أقلاع عملى لصاروخ ساتورن 1 وهو الأخير في سلسلة إطلاق صواريخ من نوع ساتورن 1.

## نظرة عامة
تكونت الحمولة القصوى من لنموذج مركبة فضاء من نوع (Boilerplate (BP-9A التي شكلت ناقلة للقمر الصناعي من نوع بيجاسوس 3  بغرض دراسة الشهب الصغيرة الميكرونية. وسقط نموذج أبولو (BP-9A) في 22 نوفمبر 1975 في المحيط. ويماثل الصاروخ الحامل ساتورن (SA-10) نفس الصواريخ المستعملة في الإقلاعين أي-103 وأي-104.

## الغرض
كان الغرض من إرسال الاقمار الصناعية من نوع بيجاسوس هو دراسة معدل اصتدام شهب ميكرونية صغيرة ذات كتلة بين 1E-7 جرام حتى 1E-4 جرام في الفضاء القريب من الأرض. في نفس الوقت امكن اختبار أجهزة توجيه الصاروخ واختبار عمل نفاثات التوجيه، وكذلك اختبار نظام الإنقاذ.